# ダイシンフブキ
ダイシンフブキ（欧字名:Daishin Fubuki、1983年2月18日 - 不明）は、日本の競走馬、種牡馬。
1985年の朝日杯3歳ステークス（GI）、京王杯3歳ステークス（GII）を制し、同年の優駿賞最優秀3歳牡馬に選出された。その他の勝ち鞍に1986年の弥生賞（GIII）。

## 経歴

### 3歳時
母ラビットヤシマの父母がナスルーラの全妹で祖母ギフトヤシマがナスルーラの孫、そして父ドンの祖父もナスルーラという、非常に濃いインブリードという血統背景もあり生まれた当初は身体が弱かった。3歳になるころには身体も平均並の競走馬に成長し柴田寛厩舎に入厩し、1985年秋の中山競馬場芝のスプリント戦でデビューした。菅原泰夫が騎乗し、単勝1番人気に応え、後続に4馬身差をつけ勝利した。続く東京競馬場のりんどう賞（400万円以下戦）でも1番人気に支持され、危なげない競馬で3馬身差で勝利、デビュー2連勝となった。
2戦2勝とし次の目標を京成杯3歳ステークスに定めた陣営であったが、当レースには、のちに女傑と呼ばれるダイナアクトレスが出走を予定しており出走馬が集まらず、さらにダイナアクトレスも直前で回避してしまい、最終的にはレース成立ぎりぎりの5頭立てであった。1番人気に推されたのは1勝馬ながら名門メジロ牧場の秘密兵器と称されたメジロラモーヌで、ダイシンフブキは2番人気だった。しかしレースは、メジロラモーヌが出遅れ、さらに、かかり気味に先頭に立つというチグハグな競馬で始まってしまい、終始、好位に位置取っていたダイシンフブキは直線で鋭く伸びて後続に3馬身半の差をつけ、初の重賞制覇となった。
この年の3歳牡馬戦線は小粒であり、3連勝で迎えた朝日杯3歳ステークスも、重賞勝ち馬がダイシンフブキ以外は前走で負かしたカリスタカイザーのみというメンバーであった。これまで無敗の3連勝、さらにすべて快勝ということもあり、単勝170円と断然の1番人気に支持された。レースでは、内でじっと控え、直線でうまく抜け出し、ダイナコスモスが追い込んできたものの1馬身半で勝利、4連勝となった。無敗の3歳王者となり、優駿賞最優秀3歳牡馬に選出された。

### 4歳時
無敗の3歳王者にはなったものの、血統背景などからクラシックで距離適性が不安視されたダイシンフブキは、距離の壁に挑むため、始動戦を2000メートルの弥生賞に定めた。実績では断然ながら、重賞初挑戦の2頭に劣る3番人気となった。レースはこれまでどおり好位につける競馬で押し進め、ニッポーテイオーの作る1000メートル63秒の超スローペースでかかり気味になったものの、最後はダイナコスモスとの叩きあいをクビ差制し無敗の5連勝を飾った。
迎えたクラシック第1戦皐月賞では、1番人気に支持された。レースもこれまでどおり、好位につけ今回は折り合いを欠くこともなく直線入り口で先頭に取り付くという積極的な競馬で直線に入った。しかし、直線の伸び脚は思ったほどでなく、ダイナコスモスに捕らえられ、直線半ばで馬群に沈み7着に敗れた。さらに、レース後には骨折が判明し東京優駿を前に戦線離脱となった。
その後、レースに出走することなく引退、種牡馬入りした。

### 引退後
引退後は種牡馬入りするものの、濃いインブリードということもあり、繁殖牝馬もあまり集まらず活躍馬を出せぬまま1995年を最後に用途変更。2004年の時点では地興牧場にいたがその後、同じ牧場に供用されていたハヤテミグともども牧場から出される。重賞レースを勝っているにもかかわらず功労馬繋養展示事業の対象馬になっておらず、その後の消息は分かっていない。

## 競走成績
以下の内容は、netkeiba.comおよびJBISサーチに基づく。
| 競走日     | 競馬場 | 競走名     | 格      | 距離（馬場）  | 頭 数 | 枠 番 | 馬 番 | オッズ （人気） | 着順 | タイム （上り3F） | 着差 | 騎手      | 斤量 [kg] | 1着馬（2着馬）         | 馬体重 [kg] |
| ---------- | ------ | ---------- | ------- | ------------- | ----- | ----- | ----- | --------------- | ---- | ----------------- | ---- | --------- | --------- | ---------------------- | ----------- |
| 1985.09.15 | 中山   | 3歳新馬    |         | 芝1200m（稍） | 9     | 8     | 8     | 002.30（1人）   | 01着 | R1:10.30000000    | -0.7 | 0菅原泰夫 | 53        | （ハッピープリンス）   |             |
| 0000.10.05 | 東京   | りんどう賞 | 400万下 | 芝1600m（良） | 10    | 8     | 10    | 003.20（1人）   | 01着 | R1:35.80000000    | -0.5 | 0菅原泰夫 | 53        | （ハーバーアクティブ） |             |
| 0000.11.03 | 東京   | 京成杯3歳S | GII     | 芝1400m（良） | 5     | 3     | 3     | 003.30（2人）   | 01着 | R1:23.20000000    | -0.6 | 0菅原泰夫 | 54        | （ツキレッド）         |             |
| 0000.12.15 | 中山   | 朝日杯3歳S | GI      | 芝1600m（良） | 12    | 4     | 4     | 002.20（1人）   | 01着 | R1:35.40000000    | -0.2 | 0菅原泰夫 | 54        | （ダイナコスモス）     |             |
| 1986.03.02 | 中山   | 弥生賞     | GIII    | 芝2000m（良） | 11    | 8     | 10    | 004.10（3人）   | 01着 | R2:02.4（35.3）   | -0.0 | 0菅原泰夫 | 55        | （ダイナコスモス）     | 460         |
| 0000.04.13 | 中山   | 皐月賞     | GI      | 芝2000m（良） | 21    | 4     | 9     | 003.30（1人）   | 07着 | R2:03.6（38.8）   | -1.5 | 0菅原泰夫 | 57        | ダイナコスモス         | 452         |

## 血統表
| ダイシンフブキの血統（グレイソヴリン系 / Nasrullah〈Rivaz〉3×3・4=31.25% Nearco4・5×4・5=18.75% Nogara5・5×5=9.38%） | ダイシンフブキの血統（グレイソヴリン系 / Nasrullah〈Rivaz〉3×3・4=31.25% Nearco4・5×4・5=18.75% Nogara5・5×5=9.38%） | ダイシンフブキの血統（グレイソヴリン系 / Nasrullah〈Rivaz〉3×3・4=31.25% Nearco4・5×4・5=18.75% Nogara5・5×5=9.38%） | （血統表の出典）     | （血統表の出典）  |
| 父 *ドン Don 1966 芦毛                                                                                               | 父の父Grey Sovereign 1948 芦毛                                                                                       | Nasrullah | Nearco               | Nearco            |
| 父 *ドン Don 1966 芦毛                                                                                               | 父の父Grey Sovereign 1948 芦毛                                                                                       | Nasrullah | Mumtaz Begum         |                   |
| 父 *ドン Don 1966 芦毛                                                                                               | 父の父Grey Sovereign 1948 芦毛                                                                                       | Kong | Baytown              | Baytown           |
| 父 *ドン Don 1966 芦毛                                                                                               | 父の父Grey Sovereign 1948 芦毛                                                                                       | Kong | Clang                |                   |
| 父 *ドン Don 1966 芦毛                                                                                               | 父の母Diviana 1957 鹿毛                                                                                              | Toulouse Lautrec | Dante                | Dante             |
| 父 *ドン Don 1966 芦毛                                                                                               | 父の母Diviana 1957 鹿毛                                                                                              | Toulouse Lautrec | Tokamura             |                   |
| 父 *ドン Don 1966 芦毛                                                                                               | 父の母Diviana 1957 鹿毛                                                                                              | Desublea | Niccolo Dell'Arca    | Niccolo Dell'Arca |
| 父 *ドン Don 1966 芦毛                                                                                               | 父の母Diviana 1957 鹿毛                                                                                              | Desublea | Durera               |                   |
| 母 ラビットヤシマ 1968 栗毛                                                                                          | 母の父*キノー Quinault 1958 栗毛                                                                                     | Helioscope | Heliopolis           | Heliopolis        |
| 母 ラビットヤシマ 1968 栗毛                                                                                          | 母の父*キノー Quinault 1958 栗毛                                                                                     | Helioscope | War Flower           |                   |
| 母 ラビットヤシマ 1968 栗毛                                                                                          | 母の父*キノー Quinault 1958 栗毛                                                                                     | Rivaz | Nearco               | Nearco            |
| 母 ラビットヤシマ 1968 栗毛                                                                                          | 母の父*キノー Quinault 1958 栗毛                                                                                     | Rivaz | Mumtaz Begum         |                   |
| 母 ラビットヤシマ 1968 栗毛                                                                                          | 母の母ギフトヤシマ 1962 黒鹿毛                                                                                       | Princely Gift | Nasrullah            | Nasrullah         |
| 母 ラビットヤシマ 1968 栗毛                                                                                          | 母の母ギフトヤシマ 1962 黒鹿毛                                                                                       | Princely Gift | Blue Gem             |                   |
| 母 ラビットヤシマ 1968 栗毛                                                                                          | 母の母ギフトヤシマ 1962 黒鹿毛                                                                                       | *アーイシャ Ayesha                                                                                                   | Black Tarquin        | Black Tarquin     |
| 母 ラビットヤシマ 1968 栗毛                                                                                          | 母の母ギフトヤシマ 1962 黒鹿毛                                                                                       | *アーイシャ Ayesha                                                                                                   | Discipliner F-No.2-e |                   |